# Рей Ферраро
Реймонд Вінсент Ферраро (англ. Raymond Vincent Ferraro; 23 серпня 1964, м. Трейл, Канада) — канадський хокеїст, центральний нападник. 
Виступав за «Портленд Вінтер-Гокс» (ЗХЛ), «Бінгемтон Вейлерс» (ЗХЛ), «Гартфорд Вейлерс», «Нью-Йорк Айлендерс», «Кепітал-Дистрикт Айлендерс» (АХЛ), «Нью-Йорк Рейнджерс», «Лос-Анджелес Кінгс», «Атланта Трешерс», «Сент-Луїс Блюз».
В чемпіонатах НХЛ — 1258 матчів (408+490), у турнірах Кубка Стенлі — 68 матчів (21+22).
У складі національної збірної Канади учасник чемпіонатів світу 1989, 1992 і 1996 (23 матчі, 3+10). 
Досягнення
- Срібний призер чемпіонату світу (1989, 1996)
- Володар Меморіального кубка (1983)

Нагороди
- Трофей чотирьох гравців «Бронкос» (1984)
- Трофей Боббі Кларка (1984)